# Замальовки із життя Махмуда-паші
Замальовки з життя Махмуда-паші (тур. Menākıb-ı merhūm Mahmūd Paşa; осман. مناقب مرحوم محمود پاشا) — легендарна біографія Махмуда-паші, написана на османському турецькою мовою. Махмуд-паша Ангелович був видатним державним діячем, могутнім великим візиром, талановитим полководцем і флотоводцем, довіреною особою султана на переговорах, покровителем учених і поетів, щедрим благодійником. У його житті була темна історія з дружиною і зрадою. Був страчений у 1474 році, проте не був оголошений злочинцем, сім'я не була позбавлена майна. Його діяння і доля не залишили байдужими його сучасників, що і призвело до появи легенди про нього.

## Історія виникнення та датування
Ймовірно, легенда почала складатися з коротких усних розповідей і спогадів про Махмуді-паші людей з оточення великого візира відразу після його страти. Потім легенда оформилася в усному варіанті, обростаючи новими деталями з плином часу. Так, у текст, спочатку створений про Махмуді-паші Ангеловиче, стали вкрапляться деталі біографій інших історичних особистостей. Перший письмовий варіант з'явився в XVI столітті не пізніше приблизно 1540-х років. У деяких існуючих списках до основного сюжету додаються епізоди більш пізнього походження, наприклад, пов'язані з нападом козаків у 1625 році. З плином часу сприйняття тексту втратив зв'язок з реальністю і Легенда вже не ототожнювалася з конкретною особою. У 1978 році Халіль Иналджик і Мевлюд Огуз визначили, що в Легенді крім Махмуда-паші Ангеловича присутні деталі біографій двох інших особистостей: Кассабзаде (Кассаб-оглу) Махмуда-паші, лали Мехмеда II, і Гедик Ахмеда-паші, який змінив Махмуда на посаді великого візира в 1473 році і також страченого султаном Баязидом II.
За деякими ознаками можна припустити, що текст був написаний не в XV столітті: так, Махмуд-паша називається капуданом, тоді як такий пост з'явився лише на початку XVI століття. До того командувач флотом носив звання санджакбея Галліполі. Аналіз назв приводить до висновку, що текст написаний не раніше 1530 року.
Текст легенди апелює до свідчень очевидців і знали Махмуда-пашу людей. Зокрема, згадується якийсь «раб Махмуда, Сінан». В легенді згадується, що він був мутевелли  (розпорядником) благодійного фонду Махмуда-паші і помер у віці 95 років. Такий слуга дійсно існував, його звали Имбрикчи Сінан. Якщо довіритися цьому свідченням і припустити, що Синану в 1474 році було 20 років, то він повинен був дожити до 40-х років XVI століття і легенду можна датувати часом не пізніше приблизно 1546 року.

## Манускрипти
Легенда про Махмуді-паші була популярна, тому існує достатня кількість копій.
- Університетська бібліотека Братислави; номер 446, ідентифікаційний номер (IDNO) TE 4 — Menākıb-ı merhūm Mahmūd Paşa; частина кодексу; виконана в 1716 році. Рукопис має Розмір 22,5 х 16 см, текст написаний на сторінці в одну колонку по 17 рядків шрифтом nashī червоними і чорними чорнилами[1].

Рукопис входить в Колекцію ісламських рукописів Басагича. Колекція включена в список національних проектів програми ЮНЕСКО «Пам'ять світу» з 1997 року. Вона складається з 284 рукописних і 365 друкованих томів.
- Стамбул, Университетская Библиотека (Üniversitesi Kütüphanesi) — TY nr.2425; Menâkıb-ı Mahmûd Paşa-i Velî[9]; является самым ранним из имеющихся манускриптов, судя по почерку, однако тоже не оригинал, а базируется на ещё более раннем списке[10].

- Стамбул, Библиотека Ататюрка — Dasitan-i merhum ve magfurunleh Mahmûd Paşa-i Velî hazretlerinin hal-u sabavetinden alelvefat vaki olan ahvali ve merhum Sultan Mehmed hazretlerinin Konstantiniyye’yi feth eyledigi beyan ider; в кодексе с двумя другими текстами[9];

- Стамбул, Бібліотека Сулейманіє — Bagdatli Vehbi Efendi, 2187/2; Menakib-i Ayasofya ve Menakib-i Mahmûd Paşa-i Velî; в кодексе с текстом Шемсуддина об имперской версии постройки Святой Софии;[9]

- Стамбул, Национальная Библиотеа Фатиха (Fatih Millet Kütüphanesi) — Ali Emiri, 43/3, 6/1, 1136[11];
- Ankara, Университет — два манускрипта начала XVII века[12][11];
- (?); в кодексе с текстом Gazavat-i Sultan Murad ben Mehemmed Han; версия неполная[12][11].

Известно, что в трёх кодексах манускрипт с текстом легенды сведён с текстом Gazavat-i Tiryaki Hasan Paşa:
- Відень, Национальная библиотека — VNB: A.F.234; Merhum Mahmud Paşanın zaman-i sebabetinde vefatına değin vaki olan ahval-i serifleri ve menakib-i latifleri zikr olunur;
- Відень, Национальная библиотека — VNB: H.O.71d; Menakib-i Mahmûd Paşa-i Velî ;
- Маніса, Городская публичная библиотека (Manisa İl Halk Kütüphanesi), No 5070 (1757) — MIHK: No. 5070; Feth-i Konstantiniye ve Mahmûd Paşa-i Velî ve Tiryaki Hasan Paşa Cihadi.

У другому і третьому кодексах тексти Menâkıb-ı Mahmûd Paşa-i Velî  збігаються один з одним, в першому відрізняється від двох інших. У третьому кодексі доданий ще третій текст про облогу Константинополя..
Легенда була популярна ще в XIX столітті і була надрукована двічі.

## Зміст легенди
Мурад II раз в рік розсилав шпигунів в усі кінці імперії, щоб знати, що відбувається. Одного разу один з шпигунів Мурада II у міста Манастир помітив натовп ченців. Він запитав, навіщо вони зібралися, і отримав відповідь, що у них є традиція збиратися кожний рік і задавати різні питання один одному. Хто дасть кращі відповіді, того вони обирають лідером. Шпигун зацікавився і став спостерігати. У результаті хтось задав питання, на яке ніхто не міг відповісти. Тоді один юнак вийшов вперед і дав відповідь. Він і був обраний головним серед ченців. Повернувшись у Стамбул, шпигун повідав про це розумному ченця, і Мурад забрав юнака, сина м'ясника (Kassaboglu, Kassabzade), до себе на службу, але спочатку відправив його вчити Коран.
Через два роки султан наказав улема зібратися і «проекзаменувати» юнака. Йому задавали різні питання, але він відповів на всі. Останнє питання задав кадиаскер, але юнак відповів, що краще за нього на запитання відповість сам кадиаскер. Тому сподобалася скромність юнака, він сказав, що той перевершує всіх вчених людей, і повідомив султана, що його можна призначити на будь-який пост. На наступний день султан покликав великого візира і знизив його до другого візира, віддавши його пост юнакові — Махмуду-паші.
Вороги Махмуда-паші інтригували і обмовили його перед Мурадом, в результаті султан наказав його заарештувати і стратити. Коли Махмуд прибув на місце страти зі зв'язаними руками, люди ридали і кричали, говорили піти і просити султана не стратити його. Кати виконали прохання людей, сходили до султана і повідомили про те, що відбувається, але Мурад був непохитний. Кати приготувалися стримувати обурений натовп, проте в критичний момент паша дивним чином зник. Стали говорити, що він врятував себе з допомогою магії. На наступний день якийсь чоловік зустрів двох подорожніх, одним з яких був Махмуд-паша, а другий, який назвався Хизиром, був поважним старцем, який сказав, що він врятував Махмуда. Хизир велів зустріла їх йти в Едірне і сказати султанові, що Махмуд повернеться. Султан зустрів вісника з повагою і обдарував. Коли Махмуд повернувся, султан вибачився перед ним.
Незабаром Мурад помер. Тридцять чи сорок тисяч татар з Криму атакували Едірне. Новий султан Мехмед, закликав Махмуда і доручив йому розібратися з татарами. Потім Махмуд побудував Румелихисар і допоміг Мегмеда захопити Константинополь. Потім Махмуд-паша обіймав різні важливі пости: капудан-паші, кадиаскера, бейлербея Румелії.
В легенді є епізод, пов'язаний із зведенням мечеті. У цьому епізоді Махмуду-паші у сні є пророк Мухаммед.
Великий візир Ібрагім-паша, якого коли-то Мурад позбавив посади заради Махмуда-паші, написав лист нібито своїй дружині і нібито від Махмуда-паші. З тексту випливає, що Махмуд-паша пропонує дружині візира його отруїти. Це лист візир відніс султану і звинуватив Махмуда-пашу. Султан розгнівався і уклав Махмуда-пашу в Єдикуле.
Потім з'ясувалося, що на Махмуда накладено закляття якоюсь жінкою. Коли друзі Махмуда знайшли цю жінку, вона повідомила, що це помста за її сина, який був удавлен за злочин за наказом Махмуда.
Перед смертю Махмуд-паша написав заповіт, помолився і дав катам золото. Потім його удавили тятивою від цибулі.
Після страти у ворота пролунав стук — це посланець від султана, який приніс наказ відкласти страту, але вже занадто пізно. Вночі тіло Махмуда-паші поклали перед мечеттю. Слуги охороняли тіло свого пана. Сам султан з'явився до тіла і вимовив: «Махмуд, убивши тебе, я зробив тебе султаном того світу». Потім тіло його поховали.